# 中国铜铅锌集团公司
中国铜铅锌集团是一間中國中央企業。成立於1999年，原計劃取代中國有色金屬工業總公司部分職能。2000年被撤，子公司歸地方政府管理。

## 公司成员名单

### 工业企业
- 江西铜业公司
- 铜陵有色金属（集团）公司
- 大冶有色金属公司
- 白银有色金属公司
- 中条山有色金属公司
- 云南铜业（集团）有限公司
- 金川有色金属公司
- 吉林镍业公司
- 四川铜镍有限责任公司
- 寿王坟铜矿
- 抚顺红透山铜矿
- 赤峰大井银铜矿

- 洛阳铜加工集团有限责任公司
- 深圳市中金岭南有色金属股份有限公司
- 葫芦岛东北有色金属集团有限公司
- 株洲冶炼厂
- 水口山矿务局
- 青海锡铁山矿务局
- 柳州锌品股份有限公司
- 长沙锌厂
- 黑龙江西林铅锌矿
- 湖南黄沙坪铅锌矿
- 泗顶铅锌矿
- 湖南宝山铅锌银矿

- 中国有色工业总公司桐柏银矿
- 陕西银矿
- 贵溪银矿
- 新疆有色金属工业公司
- 中国有色金属工业总公司贵阳分公司务川汞矿
- 衡阳有色冶金机械总厂
- 广东省有色冶金机械厂
- 株洲选矿药剂厂
- 铁岭选矿药剂厂
- 赣州有色冶金化工厂
- 沈阳冶炼厂

### 商贸企业
- 鑫达金银开发中心

### 勘察设计单位
1. 北京有色冶金设计研究总院
2. 昆明有色冶金设计研究院
3. 南昌有色冶金设计研究院
4. 兰州有色冶金设计研究院
5. 中国有色金属工业昆明勘察设计研究院
6. 沈阳有色冶金设计研究院
7. 乌鲁木齐有色冶金设计研究院

### 科研单位
1. 长沙矿山研究院
2. 中国有色金属工业总公司矿产地质研究院
3. 西北矿冶研究院
4. 沈阳矿冶研究所
5. 四川省冶金研究所
6. 湖南有色金属研究所
7. 湖南有色冶金劳动保护研究所
8. 中国有色金属工业总公司北京矿产地质研究所
9. 昆明贵金属研究所
10. 兰州有色金属建筑研究院